# Haapamäki–Seinäjoki-banan
| Straight track |

| Unknown BSicon "ABZg+lr" |

| Station on track |

| Unknown BSicon "ABZgr" |

| Unknown BSicon "eHST" |

| Unknown BSicon "eHST" |

| Non-passenger station/depot on track |

| Station on track |

| Stop on track |

| Small non-passenger station on track |

| Station on track |

| Non-passenger station/depot on track |

| Stop on track |

| Non-passenger station/depot on track |

| Unknown BSicon "eHST" |

| Unknown BSicon "PSL" |

| Unknown BSicon "eHST" |

| Non-passenger station/depot on track |

| Unknown BSicon "eABZg+r" |

| Station on track |

| Unknown BSicon "ABZgr" |

| Straight track |

| Unknown BSicon "ABZg+lr" |

| Station on track |

| Unknown BSicon "ABZgr" |

| Unknown BSicon "eHST" |

| Unknown BSicon "eHST" |

| Non-passenger station/depot on track |

| Station on track |

| Stop on track |

| Small non-passenger station on track |

| Station on track |

| Non-passenger station/depot on track |

| Stop on track |

| Non-passenger station/depot on track |

| Unknown BSicon "eHST" |

| Unknown BSicon "PSL" |

| Unknown BSicon "eHST" |

| Non-passenger station/depot on track |

| Unknown BSicon "eABZg+r" |

| Station on track |

| Unknown BSicon "ABZgr" |

Haapamäki-Seinäjoki-banan är en bansträckning som går från Haapamäki, via Etseri och Alavo, till Seinäjoki. 

## Stationer

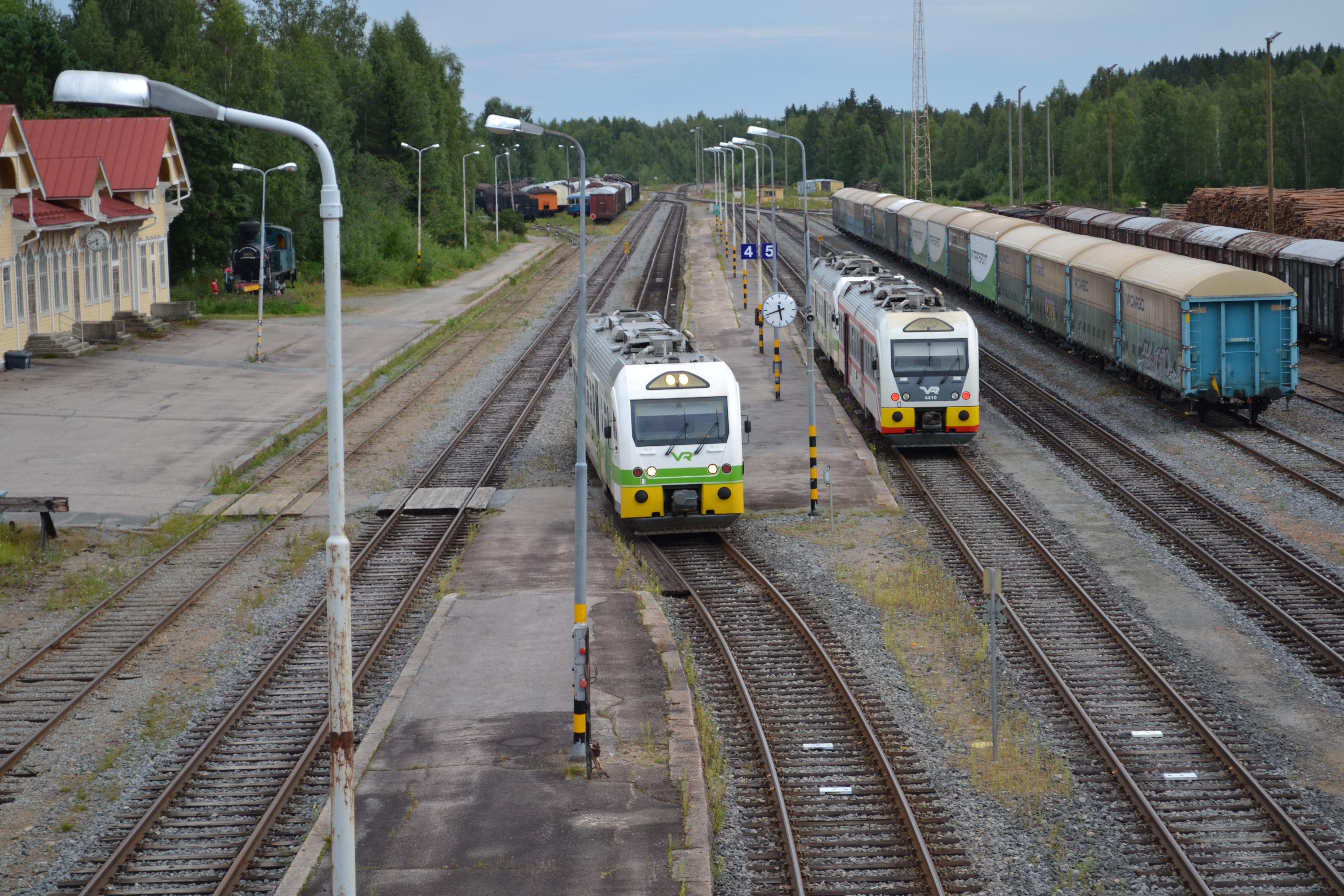
Haapamäki
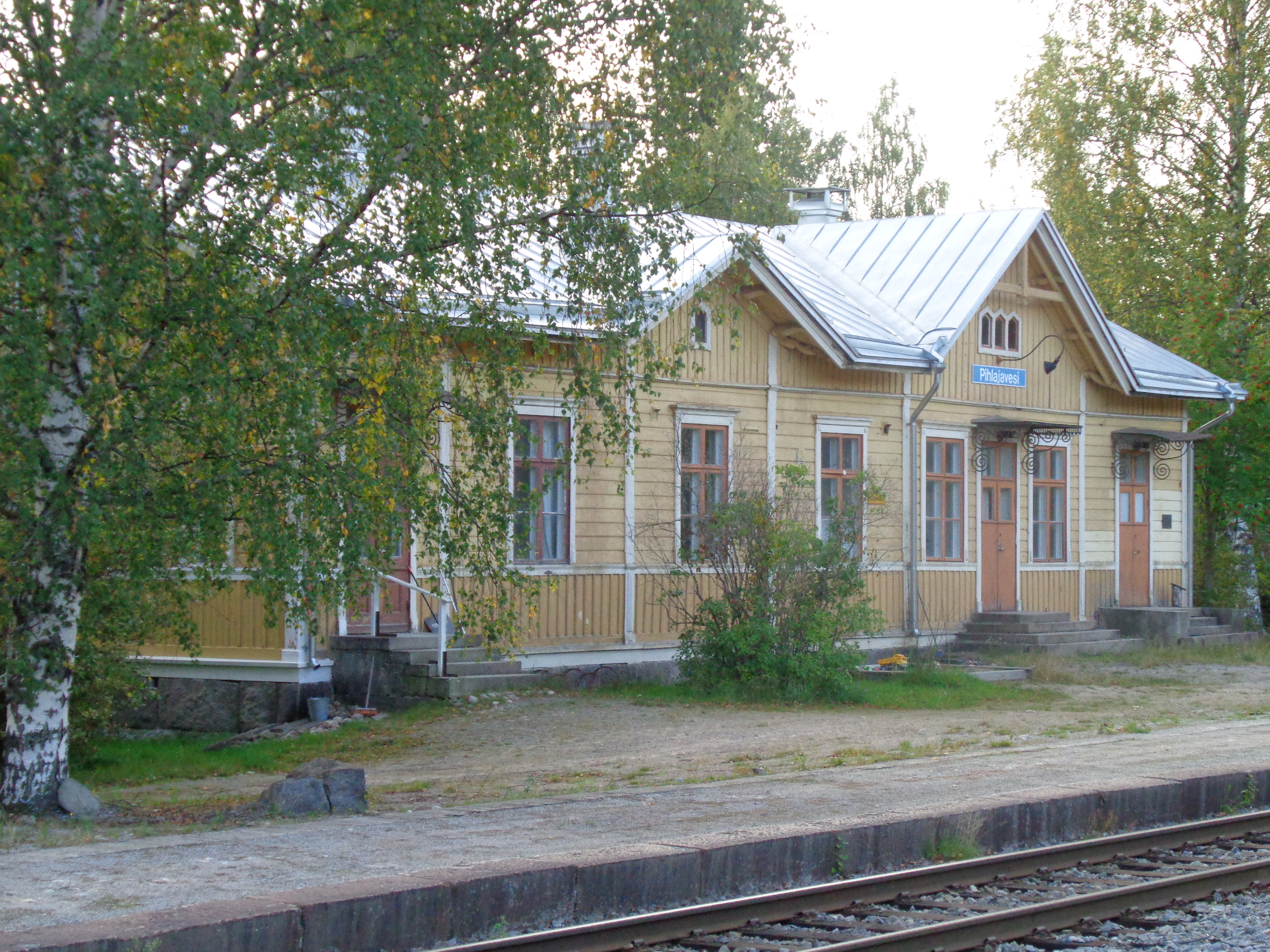
Pihlajavesi
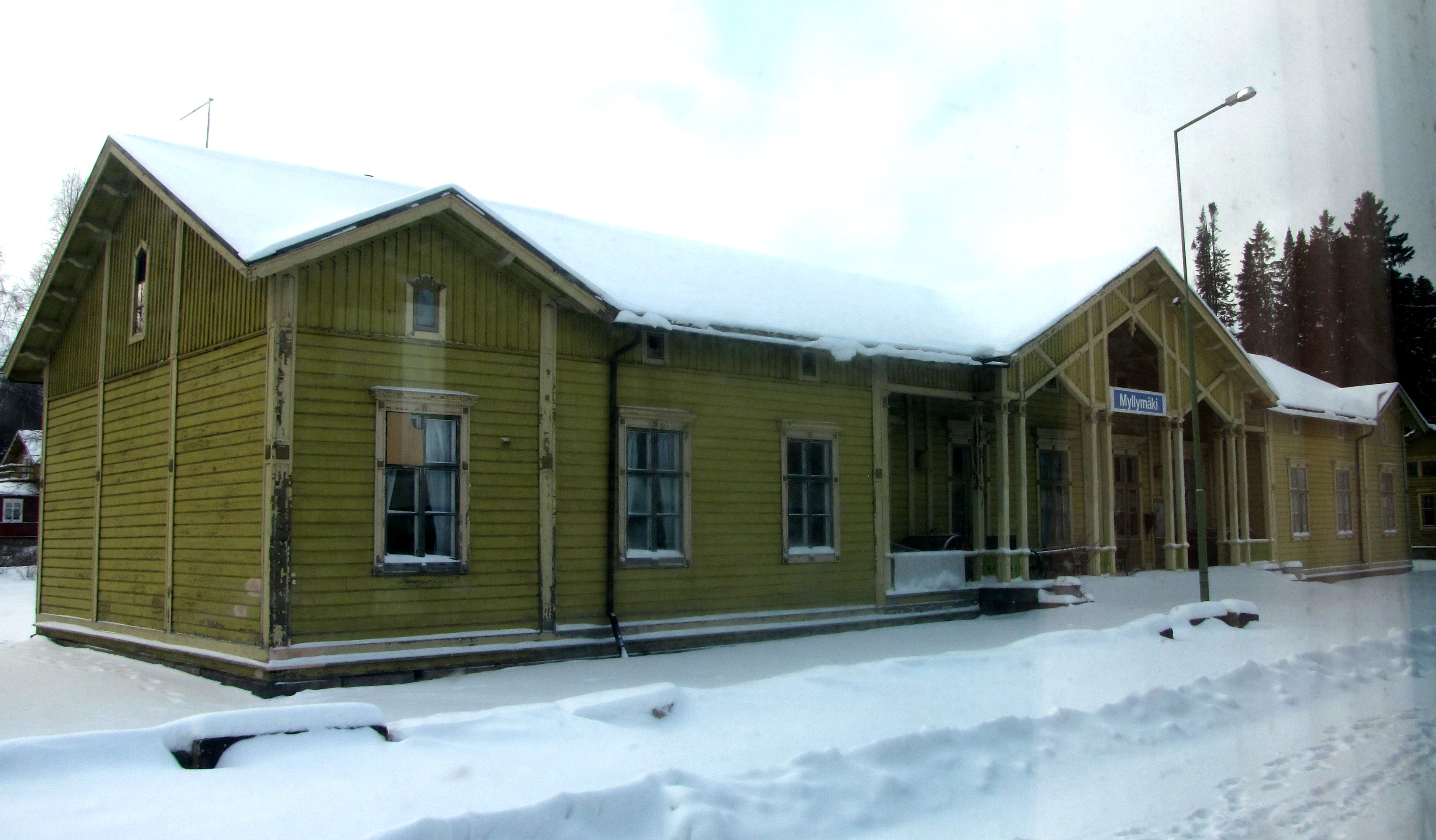
Myllymäki
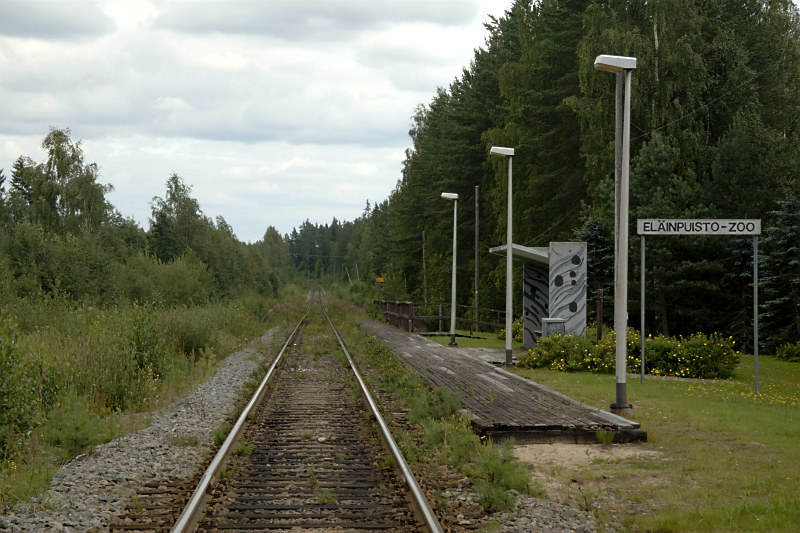
Etseri Eläinpuisto-Zoo
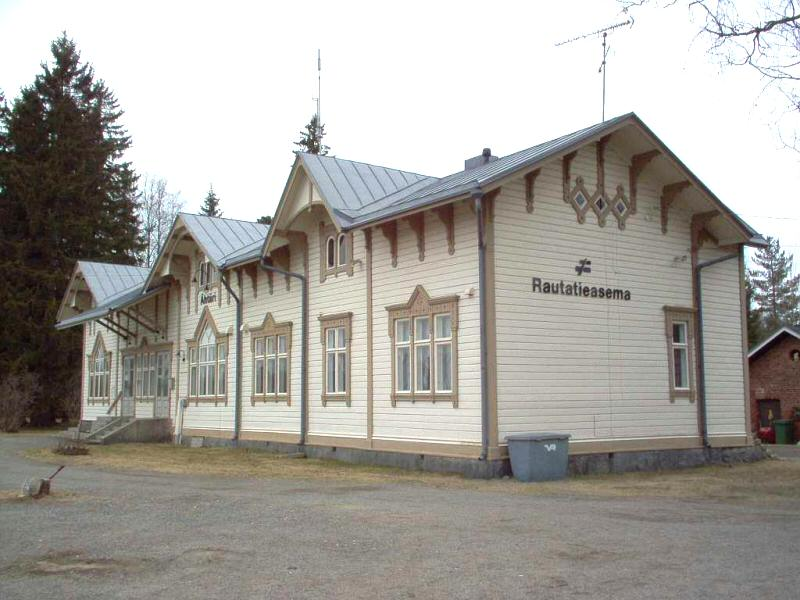
Etseri
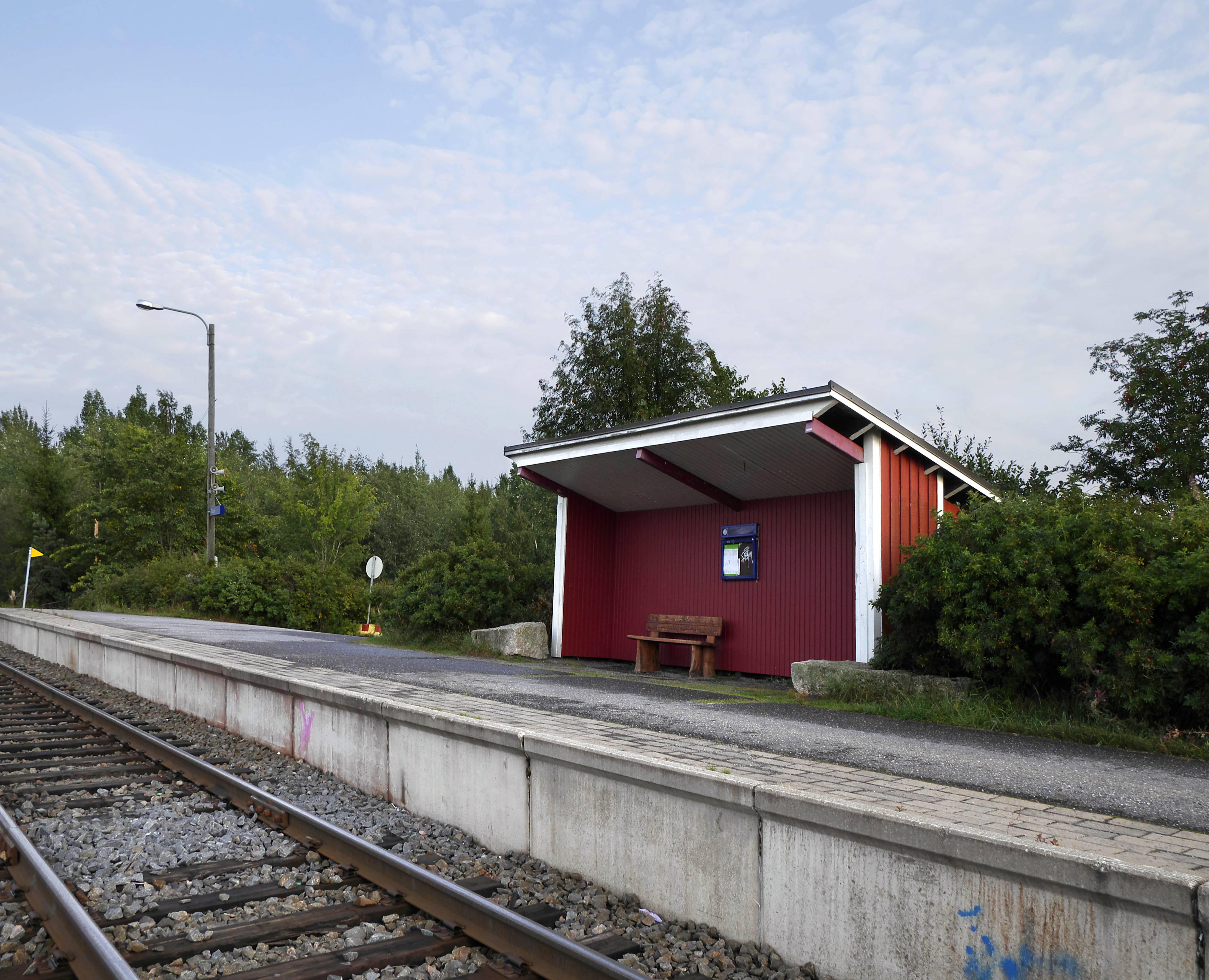
Tuuri
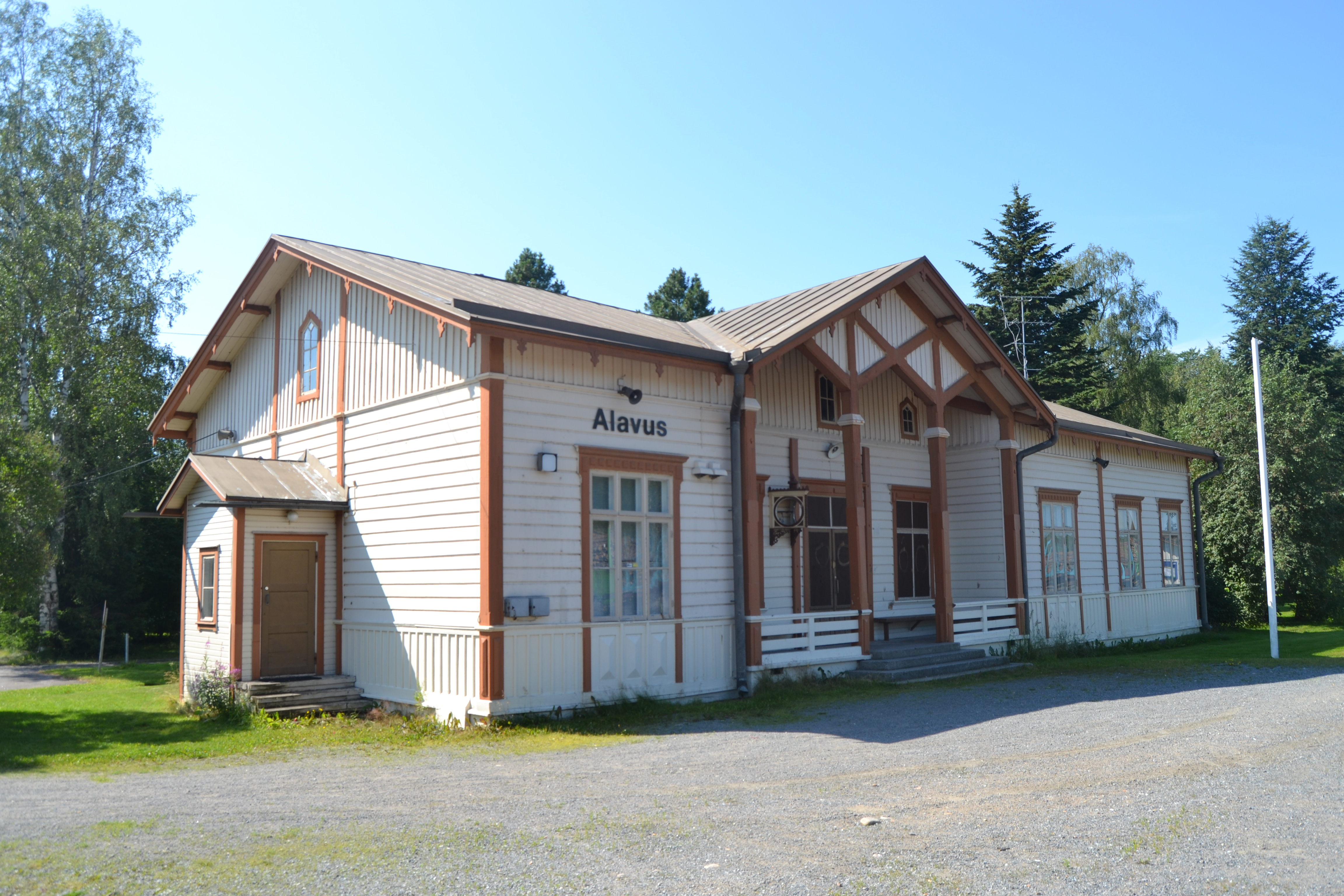
Alavo
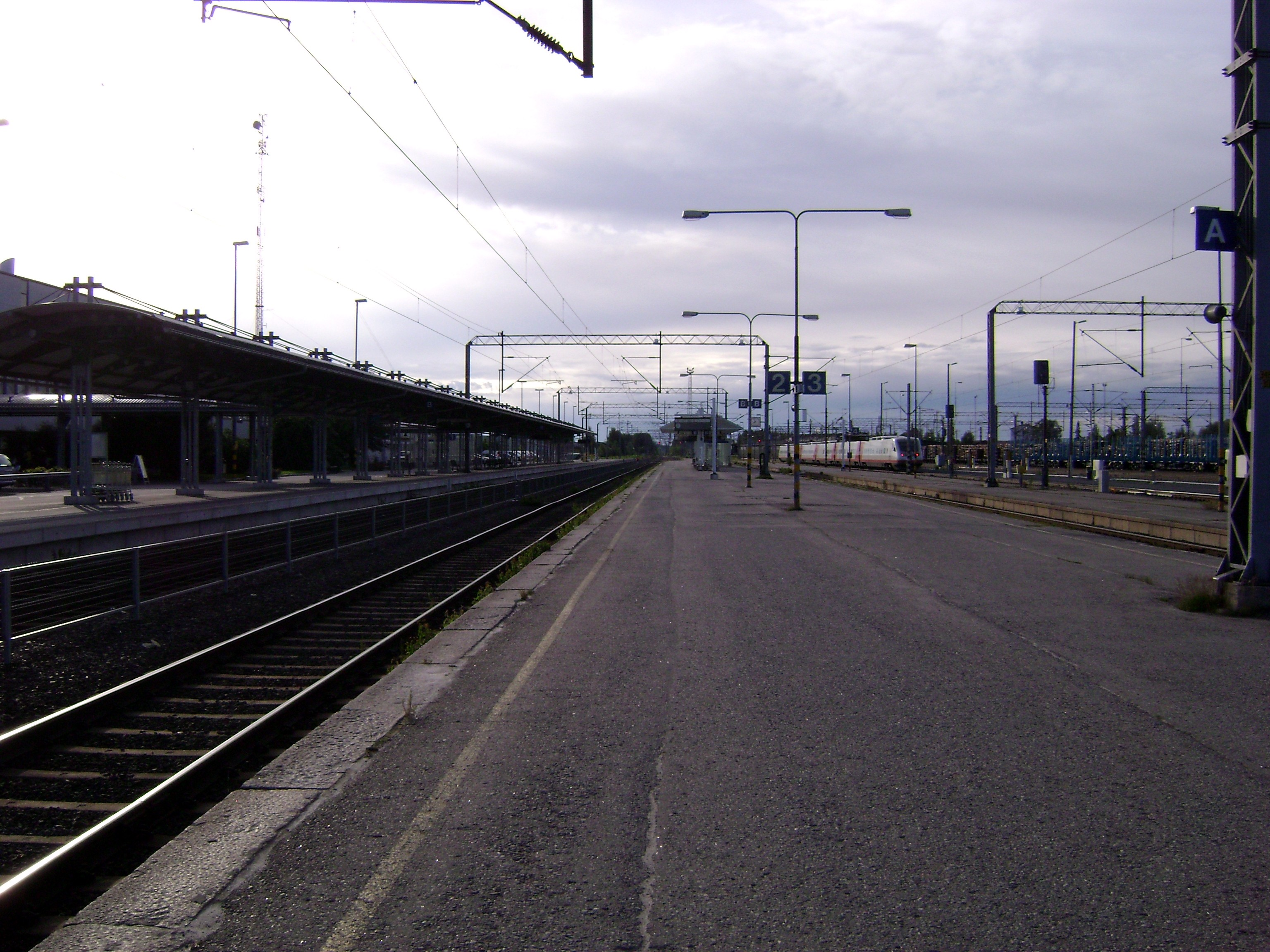
Seinäjoki